# Kundrathur
Kundrathur là một thị xã của quận Kancheepuram thuộc bang Tamil Nadu, Ấn Độ.

## Nhân khẩu
Theo điều tra dân số năm 2001 của Ấn Độ, Kundrathur có dân số 25.028 người. Phái nam chiếm 50% tổng số dân và phái nữ chiếm 50%. Kundrathur có tỷ lệ 72% biết đọc biết viết, cao hơn tỷ lệ trung bình toàn quốc là 59,5%: tỷ lệ cho phái nam là 79%, và tỷ lệ cho phái nữ là 64%. Tại Kundrathur, 11% dân số nhỏ hơn 6 tuổi.